# Opština Gjorče Petrov
Gjorče Petrov (makedonsky Ѓорче Петров) je jedna z deseti opštin ve Skopském regionu v Severní Makedonii. Je pojmenována podle revolucionáře Gjorče Petrova.

## Geografie
Opština Gjorče Petrov sousedí s:
- opštinou Saraj na jihozápadě
- opštinou Karpoš na jihovýchodě
- opštinou Čučer-Sandovo na východě
- státem Kosovo na severu

Opština se nachází na místě, kde se spojují řeky Vardar a Treska.

## Demografie
Podle sčítání lidu v roce 2002 žilo v opštině celkem 41 634 obyvatel. Etnickými skupinami jsou:
- Makedonci = 35,455 (85.2%)
- Srbové = 1,730 (4.2%)
- Albánci = 1,597 (3.8%)
- Romové = 1,249 (3.0%)
- Bosňané = 489 (1.2%)
- ostatní